# Comuna C.A. Rosetti, Buzău
C.A. Rosetti este o comună în județul Buzău, Muntenia, România, formată din satele Bălteni, Bâlhacu, Cotu Ciorii, C.A. Rosetti (reședința), Lunca și Vizireni.

## Așezare
Comuna se află în sud-estul județului, la limita cu județul Brăila, în Câmpia Bărăganului, pe malul drept al râului Buzău. Este străbătută de șoseaua națională DN2B, care leagă Buzăul de Brăila și care trece prin satele Bâlhacu, C.A. Rosetti și Vizireni, celelalte sate fiind legate de acest drum prin drumuri comunale. Prin comună trece și calea ferată Buzău–Brăila, pe care comuna este deservită de halta de mișcare C.A. Rosetti.

## Demografie
Componența etnică a comunei C.A. Rosetti
     Români (92,62%)
     Alte etnii (0%)
     Necunoscută (7,38%)
Componența confesională a comunei C.A. Rosetti
     Ortodocși (91,6%)
     Alte religii (0,89%)
     Necunoscută (7,51%)
Conform recensământului efectuat în 2021, populația comunei C.A. Rosetti se ridică la 3.049 de locuitori, în scădere față de recensământul anterior din 2011, când fuseseră înregistrați 3.713 locuitori. Majoritatea locuitorilor sunt români (92,62%), iar pentru 7,38% nu se cunoaște apartenența etnică. Din punct de vedere confesional, majoritatea locuitorilor sunt ortodocși (91,6%), iar pentru 7,51% nu se cunoaște apartenența confesională.

## Politică și administrație
Comuna C.A. Rosetti este administrată de un primar și un consiliu local compus din 13 consilieri. Primarul, Costel Crăciun[*], de la Partidul Social Democrat, este în funcție din octombrie 2020. Începând cu alegerile locale din 2024, consiliul local are următoarea componență pe partide politice:
|  | Partid                          | Consilieri | Componența Consiliului | Componența Consiliului | Componența Consiliului | Componența Consiliului | Componența Consiliului | Componența Consiliului |
|  | ------------------------------- | ---------- | ---------------------- | ---------------------- | ---------------------- | ---------------------- | ---------------------- | ---------------------- |
|  | Partidul Social Democrat        | 6          |                        |                        |                        |                        |                        |                        |
|  | Partidul Național Liberal       | 5          |                        |                        |                        |                        |                        |                        |
|  | Alianța pentru Unirea Românilor | 2          |                        |                        |                        |                        |                        |                        |

## Istorie
La sfârșitul secolului al XIX-lea, comuna purta numele de Cotu Ciorii, făcea parte din plasa Câmpului a județului Buzău, și era formată din satele Bâlhacu, Cotu-Ciorii, Rosetti și Ștefu, totalizând 1350 de locuitori ce trăiau în 338 de case. În comună funcționau 2 biserici (la Cotu-Ciorii și Bâlhacu) și o școală cu 56 de elevi (din care 2 fete) la Cotu-Ciorii. Satul Vizireni făcea pe atunci parte din comuna Surdila-Greci din județul Brăila.
În 1925, comuna Cotu-Ciorii avea satele Bolhoc, Bălteni, Cotu-Ciorii și Roseti, cu 3126 de locuitori. Satul Vizireni a trecut la comuna Făurei după înființarea acesteia în 1931.
În 1950, comuna a fost inclusă în raionul Pogoanele din regiunea Buzău, apoi (după 1952) în raionul Buzău din regiunea Ploiești, schimbându-și în această perioadă denumirea în C.A. Rosetti, după noua reședință. În 1968, a căpătat actuala componență, fiind arondată județului Buzău, reînființat, atunci intrând în componența ei și satul Vizireni, trecut la județul Buzău.

## Monumente istorice
Patru obiective de pe teritoriul comunei C.A. Rosetti sunt incluse în lista monumentelor istorice din județul Buzău. Două dintre ele sunt situri arheologice: o așezare din epoca migrațiilor (secolele al III-lea–al IV-lea e.n.), aflată la 2 km vest de satul Bălteni, și situl arheologic de la Lunca, aflat în zona sediului fostului CAP, sit ce cuprinde o așezare neolitică ce aparține culturii Boian (mileniile al V-lea–al IV-lea î.e.n.), o necropolă aparținând culturii Cerneahov, din secolul al IV-lea e.n. și o așezare din secolul anterior. Celelalte două monumente aparțin clasei monumentelor memoriale și funerare, ele fiind două cruci de piatră din jurul satului Bălteni, ambele datând de la începutul secolului al XIX-lea.